# 1961 w informatyce
Kalendarium informatyczne 1961 roku
- maj – w Wielkiej Brytanii uruchomiono komputer ATLAS. Wykorzystywano go do badań nad energią jądrową i tworzenia prognozy pogody[1].
- Burroughs zaprezentował komputer Burroughs B5000[2].
- IBM opracowało IBM 1301 Disk Storage Unit[3].